# Benjamin Lecomte
Pour les articles homonymes, voir Lecomte.
Benjamin Lecomte, né le 26 avril 1991 à Paris en France, est un footballeur français qui évolue au poste de gardien de but au Fulham FC.
Il est appelé en équipe de France en 2018 mais n'étant pas entré en jeu, il ne compte aucune sélection.

## Biographie

### Jeunesse
Benjamin Lecomte est un international français qui commence tout d'abord au sein de l'équipe du COSMA à Arcueil où il passe son enfance.
Il se réoriente dans le football et joue pour les équipes de France de moins de 18 ans, moins de 19 ans et moins de 20 ans.
Il entame sa formation aux Chamois niortais.

### Carrière en club

#### FC Lorient (2009-2017)
Il rejoint le FC Lorient en 2009 et fait ses débuts professionnels lors d'un match de Ligue 1 le 23 octobre 2010 contre l'AS Nancy-Lorraine. Sa première titularisation avec l'équipe première intervient quelques jours plus tard, le 26 octobre 2010, à l'occasion d'un match de Coupe de la Ligue contre l'AS Monaco (Lorient avait alors perdu le match, 5-3 aux tirs-au-but). Le 20 janvier 2011, Benjamin Lecomte signe son premier contrat professionnel, d'une durée de trois ans. En septembre 2011, il est de nouveau titularisé, en Ligue 1 cette fois, face au FC Sochaux et à l'AS Saint-Étienne, à la suite du forfait de Fabien Audard. Il est titularisé durant la saison 2012-2013 et 2013-2014 quelquefois en coupe ou en l'absence de Fabien Audard.
En août 2013, il est prêté au Dijon FCO. Avec cette équipe il découvre la Ligue 2, lors de cette saison 2013-2014. Il joue son premier match pour Dijon le 30 août 2013, face au Stade lavallois. Il est titularisé et son équipe s'impose (1-0 score final).
Après sa saison pleine en Bourgogne, il est désigné gardien numéro un par Sylvain Ripoll, le nouvel entraineur du FCL, pour la saison 2014-15. Il s'y affirme alors en Ligue 1, disputant les 38 journées de championnat et a alors « à cœur d'être encore meilleur » pour sa deuxième saison dans ce rôle.

#### Montpellier HSC (2017-2019)
Le 29 juin 2017, Benjamin Lecomte s'engage avec le Montpellier HSC. Il joue son premier match pour le MHSC le 5 août 2017, lors de la première journée de la saison 2017-2018 de Ligue 1 face au SM Caen. Ce jour-là il garde sa cage inviolée et son équipe s'impose (1-0). À la tête de la « meilleure défense de Ligue 1 » (Pedro Mendes, Vitorino Hilton, Daniel Congré), il est considéré comme le gardien le plus performant du championnat (14 clean sheet et une moyenne de 0,9 but encaissé par match pour la saison 2017-2018), après Alphonse Areola. Lecomte joue tous les matchs de Ligue 1 sur la saison 2017-2018 et n'en manque qu'un seul lors de la saison 2018-2019.

#### AS Monaco (2019-2023)
Le 15 juillet 2019, il paraphe un contrat de cinq saisons en faveur de l'AS Monaco . Il joue son premier match sous les couleurs monégasques le 9 août 2019, lors de la première journée de la saison 2019-2020 contre l'Olympique lyonnais (défaite 0-3). Lecomte est titulaire tout au long de la saison mais Monaco termine à une décevante neuvième place cette saison-là.
Il occupe également une place de titulaire dans le but de Monaco en 2020-2021 mais il manque deux mois de compétition de novembre à janvier à cause d'une fracture à la main. Il fait son retour au début du mois de janvier 2021 et se montre décisif à plusieurs reprises pour son équipe. Monaco lutte alors pour les places européennes et est même considéré comme l'un des outsiders pour la course au titre. Entre la 28e journée contre le RC Strasbourg où Monaco encaisse un but en toute fin de match jusqu'à la 57e minute de la rencontre comptant pour la 35e journée de Ligue 1 contre l'Olympique lyonnais, il enchaîne six matchs de Ligue 1 sans encaisser de but, contre Lille, Saint-Étienne, Metz, Dijon, Bordeaux et Angers,,. Ce qui s'apparente à 600 minutes de jeu sans prendre un seul but.

#### Prêts en Espagne
En août 2021, Lecomte s'engage pour un prêt d'un an avec le club espagnol de l'Atlético de Madrid. Le Français vit une saison 2021-2022 vierge de matchs, barré par le gardien titulaire Jan Oblak. Présent à quarante-neuf reprises sur le banc de touche, l'entraîneur Diego Simeone ne l'utilise pas de l'exercice,.
Le 13 juillet 2022, Lecomte est prêté une saison au RCD Espanyol, un autre club évoluant en Liga qui vient de se séparer de son gardien numéro un, Diego López. Il joue son premier match pour l'Espanyol le 13 août 2022, lors de la première journée de la saison 2022-2023 contre le Celta de Vigo. Il est titularisé et les deux équipes se neutralisent (2-2 score final). En janvier 2023, son prêt est résilié.

#### Retour au Montpellier HSC (2023-2025)
Le 26 janvier 2023, il fait son retour au Montpellier HSC, 4 ans après son départ du club. Après avoir repoussé un penalty pour son premier match contre Auxerre, il réussit le 1er février face au PSG, l'exploit de détourner les deux penaltys consécutifs de Kylian Mbappé (le premier ayant été retiré).

#### Fulham FC (2025-)
Le 26 Juillet 2025, Benjamin Lecomte quitte le MHSC et s'engage avec le club anglais de Fulham jusqu'en 2027.

### Sélection nationale
Le 8 novembre 2011, à la suite du forfait du Dijonnais Baptiste Reynet, il est convoqué par Erick Mombaerts en équipe de France espoirs, pour les matchs contre la Roumanie et la Slovaquie, comptant pour les éliminatoires de l'Euro espoirs 2013.
Le 3 septembre 2018, il est convoqué pour la première fois en équipe de France, à la suite des forfaits de Steve Mandanda et Hugo Lloris, tous deux victimes d'une lésion musculaire à la cuisse. Cette convocation, en vue de la Ligue des nations de l'UEFA, s'effectue dans le cadre de deux rencontres, contre l'Allemagne et les Pays-Bas. Le 21 mai 2019, il est de nouveau convoqué en équipe de France, pour la seconde fois de sa carrière, pour les matchs face à la Bolivie, la Turquie et Andorre, qui se déroulent au mois de juin dans le cadre des éliminatoires de l'Euro 2020.

## Statistiques
| Saison                | Club                      | Championnat           | Championnat | Championnat | Coupe nationale | Coupe nationale | Coupe de la Ligue | Coupe de la Ligue | Compétition(s) continentale(s) | Compétition(s) continentale(s) | Compétition(s) continentale(s) | Barrages | Barrages | Total | Total |
| Saison                | Club                      | Division              | M.          | B.          | M.              | B.              | M.                | B.                | Comp.                          | M.                             | B.                             | M.       | B.       | M.    | B.    |
| 2010-2011             | FC Lorient                | Ligue 1               | 2           | 0           | -               | -               | 1                 | 0                 | -                              | -                              | -                              | -        | -        | 3     | 0     |
| 2011-2012             | FC Lorient                | Ligue 1               | 5           | 0           | -               | -               | 3                 | 0                 | -                              | -                              | -                              | -        | -        | 8     | 0     |
| 2012-2013             | FC Lorient                | Ligue 1               | 5           | 0           | 5               | 0               | 1                 | 0                 | -                              | -                              | -                              | -        | -        | 11    | 0     |
| 2013-2014             | FC Lorient                | Ligue 1               | 1           | 0           | -               | -               | -                 | -                 | -                              | -                              | -                              | -        | -        | 1     | 0     |
| 2014-2015             | FC Lorient                | Ligue 1               | 38          | 0           | 1               | 0               | -                 | -                 | -                              | -                              | -                              | -        | -        | 39    | 0     |
| 2015-2016             | FC Lorient                | Ligue 1               | 37          | 0           | 5               | 0               | -                 | -                 | -                              | -                              | -                              | -        | -        | 42    | 0     |
| 2016-2017             | FC Lorient                | Ligue 1               | 31          | 0           | 3               | 0               | -                 | -                 | -                              | -                              | -                              | 2        | 0        | 36    | 0     |
| Sous-total            | Sous-total                | Sous-total            | 119         | 0           | 14              | 0               | 5                 | 0                 | -                              | -                              | -                              | 2        | 0        | 140   | 0     |
| 2013-2014             | Dijon FCO (prêt)          | Ligue 2               | 31          | 0           | -               | -               | -                 | -                 | -                              | -                              | -                              | -        | -        | 31    | 0     |
| 2017-2018             | Montpellier HSC           | Ligue 1               | 38          | 0           | 2               | 0               | 1                 | 0                 | -                              | -                              | -                              | -        | -        | 41    | 0     |
| 2018-2019             | Montpellier HSC           | Ligue 1               | 37          | 0           | 1               | 0               | -                 | -                 | -                              | -                              | -                              | -        | -        | 38    | 0     |
| Sous-total            | Sous-total                | Sous-total            | 75          | 0           | 3               | 0               | 1                 | 0                 | -                              | -                              | -                              | -        | -        | 79    | 0     |
| 2019-2020             | AS Monaco FC              | Ligue 1               | 28          | 0           | 3               | 0               | 1                 | 0                 | -                              | -                              | -                              | -        | -        | 32    | 0     |
| 2020-2021             | AS Monaco FC              | Ligue 1               | 28          | 0           | -               | -               | -                 | -                 | -                              | -                              | -                              | -        | -        | 28    | 0     |
| Sous-total            | Sous-total                | Sous-total            | 56          | 0           | 3               | 0               | 1                 | 0                 | -                              | -                              | -                              | -        | -        | 60    | 0     |
| 2021-2022             | Atlético de Madrid (prêt) | Liga                  | -           | -           | -               | -               | -                 | -                 | C1                             | -                              | -                              | -        | -        | 0     | 0     |
| 2022-2023             | RCD Espanyol (prêt)       | Liga                  | 10          | 0           | -               | -               | -                 | -                 | -                              | -                              | -                              | -        | -        | 10    | 0     |
| 2022-2023             | Montpellier HSC           | Ligue 1               | 19          | 0           | -               | -               | -                 | -                 | -                              | -                              | -                              | -        | -        | 19    | 0     |
| 2023-2024             | Montpellier HSC           | Ligue 1               | 30          | 0           | 3               | 0               | -                 | -                 | -                              | -                              | -                              | -        | -        | 33    | 0     |
| 2024-2025             | Montpellier HSC           | Ligue 1               | 28          | 0           | -               | -               | -                 | -                 | -                              | -                              | -                              | -        | -        | 28    | 0     |
| Sous-total            | Sous-total                | Sous-total            | 77          | 0           | 3               | 0               | -                 | -                 | -                              | -                              | -                              | -        | -        | 80    | 0     |
| Total sur la carrière | Total sur la carrière     | Total sur la carrière | 368         | 0           | 23              | 0               | 7                 | 0                 | -                              | -                              | -                              | 2        | 0        | 400   | 0     |

## Distinctions personnelles
- Élu troisième meilleur joueur de Ligue 1 du mois de février 2018 aux Trophées UNFP, avec 19 % des suffrages, derrière Mathieu Debuchy (Association sportive de Saint-Étienne, 47 %) et Neymar (Paris Saint-Germain Football Club, 34 %)
- Nommé pour le trophée UNFP du meilleur gardien de Ligue 1 en 2018 et en 2021.